# Шило, Андрей Тимофеевич
Андрей Тимофеевич Шило (11 июля 1976, Минск) — белорусский футболист, опорный полузащитник и защитник.

## Биография
Воспитанник минской футбольной школы «Смена», первый тренер — В. И. Бурленя. Начал играть на взрослом уровне в старшей команде «Смены» во второй и первой лигах Беларуси.
Летом 1993 года перешёл в клуб высшей лиги «Динамо-93» (Минск) и в первом сезоне стал самым юным игроком команды. Со своим клубом завоевал серебряные (1993/94) и бронзовые (1994/95, 1995) награды чемпионата страны, а также Кубок Беларуси 1994/95. В 1997 году перешёл в минское «Динамо», стал чемпионом страны 1997 года и финалистом национального Кубка в сезоне 1997/98. Однако игра в «Динамо» у футболиста не ладилась, а сама команда тоже снизила результаты, и после сезона 1999 года игрок был выставлен на трансфер.
В 2000 году перешёл в литовский «Жальгирис», в том же сезоне стал серебряным призёром чемпионата Литвы и финалистом Кубка страны. В начале лета 2001 года перешёл в клуб первого дивизиона Дании «Фарум» (вскоре переименован в «Норшелланн») и успел сыграть несколько матчей в сезоне 2000/01, а в следующем сезоне стал вице-чемпионом первого дивизиона и заслужил повышение в классе. Осенью 2002 года провёл 4 матча в высшем дивизионе Дании. В 2003 году вернулся в «Жальгирис» и стал обладателем Кубка Литвы. В сезоне 2004/05 играл во второй лиге Польши за «Подбескидзе» (Бельско-Бяла), затем ещё два сезона выступал за «Жальгирис», но команда более не добивалась успехов на национальном уровне.
В 2006 году вернулся в Беларусь, но играл в основном за клубы первой лиги. В высшей лиге провёл только один сезон в 2007 году за «Сморгонь». Также представлял клубы-середняки первой лиги «Верас» (Несвиж), «Барановичи» и снова «Сморгонь». В «Верасе» был капитаном команды. В 2009 году с «Городеей» стал серебряным призёром второй лиги.
Всего в высшей лиге Беларуси сыграл 141 матч и забил 2 гола. В высшей лиге Литвы — 107 матчей и 9 голов. Принимал участие в играх еврокубков.
Выступал за сборные Беларуси младших возрастов. Участник финального турнира чемпионата Европы среди 18-летних 1994 года, где сыграл все 3 матча, а его команда не вышла из группы.

## Достижения
- Чемпион Беларуси: 1997
- Серебряный призёр чемпионата Беларуси: 1993/94
- Бронзовый призёр чемпионата Беларуси: 1994/95, 1995
- Обладатель Кубка Беларуси: 1994/95
- Финалист Кубка Беларуси: 1997/98
- Серебряный призёр чемпионата Литвы: 2000
- Обладатель Кубка Литвы: 2003
- Финалист Кубка Литвы: 2000